# Marianka (województwo podlaskie)
Marianka – wieś w Polsce położona w województwie podlaskim, w powiecie suwalskim, w gminie Wiżajny.
Wieś królewska starostwa niegrodowego wiżańskiego położona była w końcu XVIII wieku w powiecie grodzieńskim województwa trockiego. W latach 1975–1998 miejscowość administracyjnie należała do województwa suwalskiego.